# Mauricio Fiol
Mauricio Fiol Villanueva (Lima, 26 marzo 1994) è un nuotatore peruviano.

## Carriera
Fiol ha gareggiato per la propria nazionale in occasione dei Giochi olimpici di Londra 2012, senza conquistare la finale. Ha partecipato e vinto alcune medaglie in competizioni sudamericane. Ha vinto anche una medaglia d'argento ai Giochi panamericani di Toronto nel 2015, risultato però positivo allo stanozololo è stato privato della medaglia e squalificato per 4 anni, compromettendo la sua partecipazione ai Giochi di Rio de Janeiro 2016.

## Palmarès
| Anno | Manifestazione      | Sede              | Evento        | Risultato | Prestazione | Note |
| ---- | ------------------- | ----------------- | ------------- | --------- | ----------- | ---- |
| 2012 | Giochi olimpici     | Londra            | 200m farfalla | 25º (q)   | 1'59"02     |      |
| 2012 | Sudamericani        | Belém             | 200m farfalla | Bronzo    | 2'00"85     |      |
| 2014 | Sudamericani        | Mar del Plata     | 100m farfalla | Argento   | 53"66       |      |
| 2014 | Sudamericani        | Mar del Plata     | 200m farfalla | Oro       | 2'00"50     |      |
| 2014 | Giochi sudamericani | Santiago del Cile | 100m farfalla | Argento   | 53"24       |      |
| 2014 | Giochi sudamericani | Santiago del Cile | 200m farfalla | Argento   | 1'58"81     |      |
| 2014 | Giochi sudamericani | Santiago del Cile | 200m sl       | Bronzo    | 1'50"30     |      |
| 2015 | Giochi panamericani | Toronto           | 200m farfalla | Argento   | 1'55"15     | SQ   |